# Litueche
Litueche is een gemeente in de Chileense provincie Cardenal Caro in de regio Libertador General Bernardo O'Higgins. Litueche telde 6.294 inwoners in 2017 en heeft een oppervlakte van 619 km².
- Biblioteca Nacional de Chile: 000276301
- Virtual International Authority File: 177145856860222920215